# Challenger de Panamá 2014
El torneo Visit Panamá Cup 2014, fue un torneo profesional de tenis. Perteneció al ATP Challenger Tour 2014. Se disputó su 3ª edición sobre pistas de polvo de ladrillo, en Ciudad de Panamá, Panamá entre el 17 y el 23 de marzo de 2014.

## Jugadores participantes del cuadro de individuales
| Favorito | País                  | Jugador               | Rank1 | Posición en el torneo |
| -------- | --------------------- | --------------------- | ----- | --------------------- |
| 1        | Bandera de España     | Albert Ramos          | 84    | Semifinales           |
| 2        | Bandera de Eslovaquia | Martin Kližan         | 88    | Segunda ronda         |
| 3        | Bandera de Austria    | Andreas Haider-Maurer | 117   | Cuartos de final      |
| 4        | Bandera de Argentina  | Facundo Bagnis        | 119   | Primera ronda         |
| 5        | Bandera de Argentina  | Facundo Argüello      | 121   | Segunda ronda         |
| 6        | Bandera de Rumania    | Adrian Ungur          | 122   | Cuartos de final      |
| 7        | Bandera de España     | Pere Riba             | 124   | CAMPEÓN               |
| 8        | Bandera de Eslovenia  | Blaž Rola             | 128   | FINAL                 |

| Posición en el torneo   |
| ----------------------- |
| Primera y segunda ronda |
| Cuartos de final        |
| Semifinales             |
| FINAL                   |
| CAMPEÓN                 |

- 1 Se ha tomado en cuenta el ranking del 10 de marzo de 2014.

### Otros participantes
Los siguientes jugadores recibieron una invitación (wild card), por lo tanto ingresan directamente al cuadro principal:
- Christian Garín
- Emilio Gómez
- José Gilbert Gómez
- Jesse Witten

Los siguientes jugadores ingresan al cuadro principal tras disputar el cuadro clasificatorio:
- Jason Kubler
- Thiago Monteiro
- Antonio Veić
- Marco Trungelliti

## Jugadores participantes en el cuadro de dobles

### Cabezas de serie
| Favorito | País                       | Jugador           | País                | Jugador        | Rank1 | Posición en el torneo |
| -------- | -------------------------- | ----------------- | ------------------- | -------------- | ----- | --------------------- |
| 1        | Bandera de República Checa | František Čermák  | Bandera de Rusia    | Michail Elgin  | 128   | CAMPEONES             |
| 2        | Bandera de la India        | Purav Raja        | Bandera de la India | Divij Sharan   | 135   | Primera ronda         |
| 3        | Bandera de Argentina       | Facundo Bagnis    | Bandera de Uruguay  | Pablo Cuevas   | 140   | Primera ronda         |
| 4        | Bandera de Italia          | Daniele Bracciali | Bandera de Italia   | Potito Starace | 169   | Primera ronda         |

- 1 Se ha tomado en cuenta el ranking del 10 de marzo de 2014.

## Campeones

### Individual Masculino
- Pere Riba derrotó en la final a  Blaž Rola, 7–5, 5–7, 6–2

### Dobles Masculino
- František Čermák /  Michail Elgin derrotaron en la final a  Martín Alund /  Guillermo Durán, 4–6, 6–3, [10–8]